# Graziano Rossi
Graziano Rossi (Pésaro, 14 de março de 1954) é um ex-piloto de motociclismo. É pai do também piloto Valentino Rossi.
Começou a correr no Campeonato Mundial em 1977 pilotando uma Suzuki na categoria 500cc. Obteve 3 vitórias na categoria 250cc pilotando uma Morbidelli em 1979.